# Parafia Najświętszej Maryi Panny Nieustającej Pomocy w Saminie
Parafia Najświętszej Maryi Panny Nieustającej Pomocy w Saminie – parafia rzymskokatolicka znajdująca się w archidiecezji warmińskiej, w dekanacie Grunwald.